# Juguetes para olvidar
Juguetes para olvidar es la tercera placa de la banda argentina Massacre. Fue grabada y mezclada en los Estudios Alaska, Londres, Inglaterra, a principios de 1996. La producción artística estuvo bajo la mirada del entonces bajista de Los Fabulosos Cadillacs, Flavio Cianciarulo.
En cuanto a lo musical, en el disco se puede apreciar la mezcla de sonido por un lado meramente punks, alternando con viajes psicodélicos ("1984"), y logradas zonas melódicas ("A Jerry García", homenaje al ex Grateful Dead y "El espejo"). 

## Lista de canciones
1. Sembrar, sembrar
2. El espejo (Reflejo I)
3. Tan sólo quería ser
4. A Jerry García
5. El taxidermista
6. 1984
7. Misión depresión
8. Cartas a mi
9. El espejo (Reflejo II)

## Créditos
- Guillermo Wallas Cidade - voz
- Francisco Paco Ruiz Ferreyra - batería y percusión
- José Topo Armetta - bajo, saxo y todas las letras
- Pablo Mondello (Pablo M.) - guitarra

## Producción
- Producción artística musical: Flavio Cianciarulo
- Ingeniero de grabación: John Hodgson
- Masterizado: Pablo M., Massacre y A. Mayo
- Arte de tapa: Gonzalo Laudo
- Foto central: Flavio Cianciarulo
- Gráfica: Massacre y Gonzalo M. Gil
- Producción ejecutiva: Cuchu Fasanelli para Discos Milagrosos.

- Datos: Q5954526